# Phyllomedusa
Phyllomedusa är ett släkte av groddjur. Phyllomedusa ingår i familjen lövgrodor.

## Dottertaxa tillPhyllomedusa, i alfabetisk ordning[1]
- Phyllomedusa araguari
- Phyllomedusa atelopoides
- Phyllomedusa ayeaye
- Phyllomedusa azurea
- Phyllomedusa bahiana
- Phyllomedusa baltea
- Phyllomedusa bicolor
- Phyllomedusa boliviana
- Phyllomedusa burmeisteri
- Phyllomedusa camba
- Phyllomedusa centralis
- Phyllomedusa coelestis
- Phyllomedusa distincta
- Phyllomedusa duellmani
- Phyllomedusa ecuatoriana
- Phyllomedusa hypochondrialis
- Phyllomedusa iheringii
- Phyllomedusa itacolomi
- Phyllomedusa megacephala
- Phyllomedusa neildi
- Phyllomedusa nordestina
- Phyllomedusa oreades
- Phyllomedusa palliata
- Phyllomedusa perinesos
- Phyllomedusa rohdei
- Phyllomedusa sauvagii
- Phyllomedusa tarsius
- Phyllomedusa tetraploidea
- Phyllomedusa tomopterna
- Phyllomedusa trinitatis
- Phyllomedusa vaillantii
- Phyllomedusa venusta